# Ampudia (kommunhuvudort)
Ampudia är en kommunhuvudort i Spanien.   Den ligger i provinsen Provincia de Palencia och regionen Kastilien och Leon, i den centrala delen av landet, 190 km nordväst om huvudstaden Madrid. Ampudia ligger 792 meter över havet och antalet invånare är 677.
Terrängen runt Ampudia är platt. Runt Ampudia är det mycket glesbefolkat, med 5 invånare per kvadratkilometer. Närmaste större samhälle är Cigales, 18,8 km söder om Ampudia. Trakten runt Ampudia består till största delen av jordbruksmark.